# Churchihal, Mundargi
Churchihal là một làng thuộc tehsil Mundargi, huyện Gadag, bang Karnataka, Ấn Độ.